# スカッド
スカッド（Scud）は、ソビエト連邦が開発したR-11弾道ミサイルと、その改良型地対地ミサイルに付けられたNATOコードネームである。スカッドを独自に改良したミサイルが各国で開発されており、これらのミサイルが総称としてスカッドと呼ばれる事もある。
Scudとは、英語で"ちぎれ雲"、"風に流される雲"の意。

## 概要

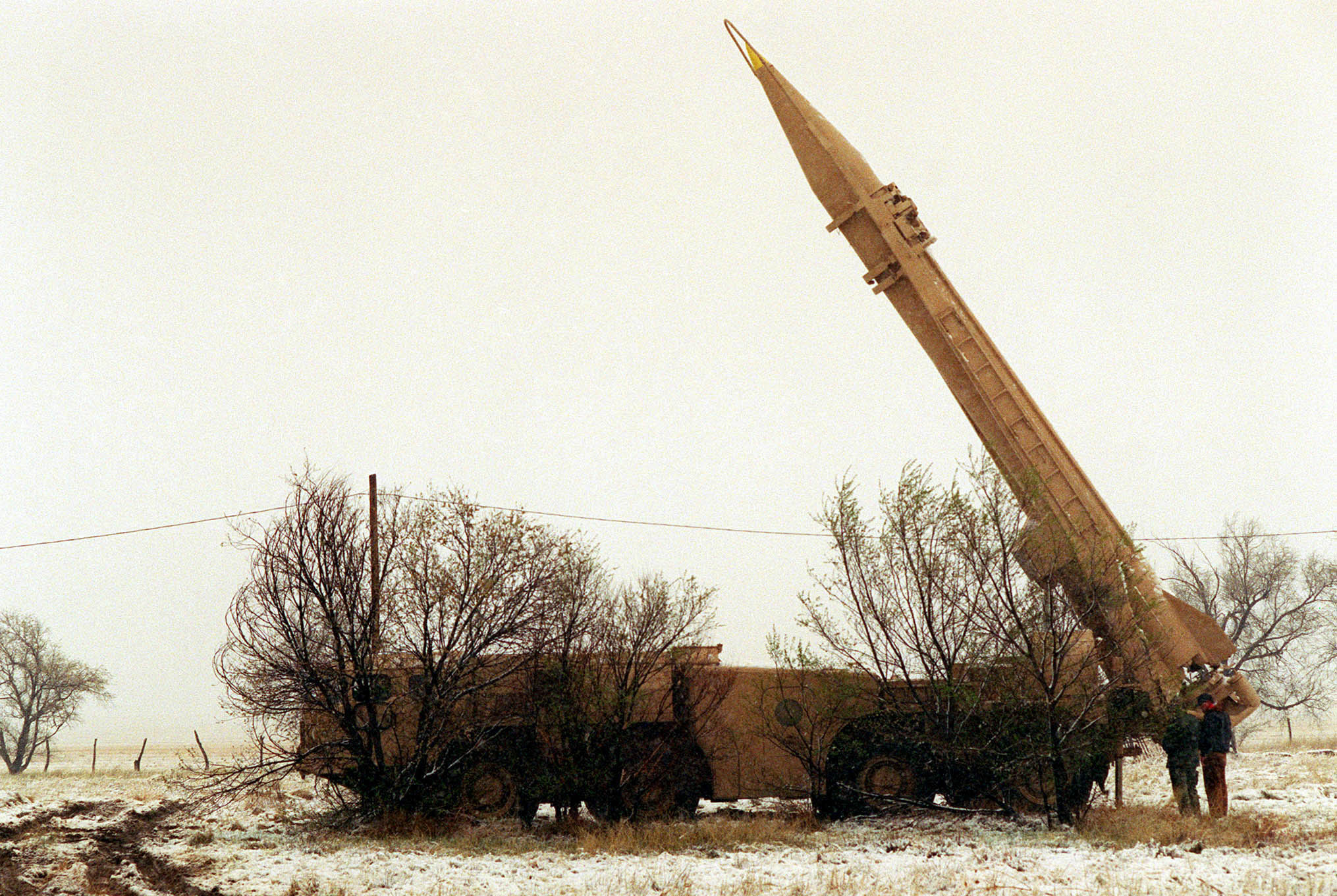
MAZ-543P TEL上のスカッド

スカッドは、第二次世界大戦中にドイツが開発したV2ロケットのソ連版拡大コピーであるR-1（SS-1A）を元に、OKB-1（後のコロリョフ設計局）によって1950年代初期に開発が始まり、1957年にR-11（SS-1B スカッドA）がソ連陸軍（当時戦略ロケット軍はまだ無かった）に配備された。この後、マキーエフ設計局によって推進系が改良され、射程が延びたR-17（SS-1C スカッドB）が開発、配備されている。新たなスカッドは、敵部隊や指揮地点、飛行場といった重要拠点を破壊する用途を与えられていた。
ソ連海軍では1970年代前半に、スカッド（ソ連名「エルブルス」。エルブルスはコーカサス山脈の最高峰）の垂直発射型艦対地ミサイルである「エルブルス-M」を、搭載艦であるミサイル巡洋艦「プロイェークト1080」とともに開発していたが、SS-20 ピオネル中距離弾道ミサイルの開発が優先されたために、搭載艦とともに開発中止となった。プロイェークト1080は空母戦力を持たなかった当時のソ連海軍がその代替として計画したもので、50基を4つ、計200基のVLSを備える予定であった。
このようにソ連でも重用されたスカッドであったが、1989年に登場したスカッドDがオリジナルの最終型とされている。終末誘導に目標照合レーダーを搭載したタイプで、CEPが50mと大幅に改善している。
スカッドDを除き、現在では旧式化しており、ソ連のScud-A/Bは、1980年代に9K714 オカ（SS-23 Spider）に置きかえられて退役した。しかし、旧東側、中東諸国などでは現在でも多数が実戦配備されている。
NATOとアメリカ軍はスカッドを四種類に分類しており、NATOコードネーム（DoD番号）はそれぞれ、スカッドA（SS-1b）、スカッドB（SS-1c）、スカッドC（SS-1d）、スカッドD（SS-1e）と呼称している。
スカッドは、主にTEL（Transporter Erector Launcher：輸送起立発射機）と呼ばれる大型の車両に載せられて移動するため機動力に優れている。初期には装軌式のTELが用いられたが、その後装輪式のMAZ-543 重トラックおよびその派生車種が多用されるようになった。このTELは発射台も兼ねており、発射時にはスカッドは90度起立する。この仕組みは、後の東側諸国の弾道ミサイルでも多用された。

## 拡散と使用

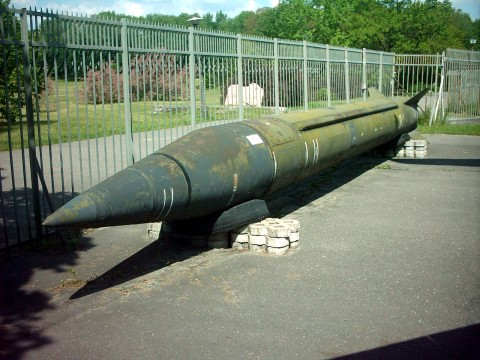
ポーランドの兵器博物館に展示されているR-17（8K14）
DoD番号はSS-1C、NATOコードネームはスカッドB

冷戦中のソ連は、当時の友好国への軍事援助として多数のスカッドBを輸出した。
スカッドが初めて実戦使用されたのは、1973年の第四次中東戦争だった。エジプト軍は休戦の直前にイスラエルへ4発のスカッドBを発射した。1発はイスラエルが占領していたシナイ半島のアリーシュ港に、2発はイスラエル軍のスエズ運河における橋頭堡を目標とした。
スカッドは基本的なロケットに近く、比較的簡素な構造のため、技術力の乏しい国でもある程度の水準があれば複製が可能で、一部の国では模倣品や拡大改造版が製造された。1970年代にソ連と対立し始めたエジプトは中国と北朝鮮にスカッドを無断で与え、後に中国と北朝鮮の技術者はエジプトでスカッドの改良にも関わっている。北朝鮮はスカッドを基にして射程1,500km以上の準中距離弾道ミサイルノドンを開発した。北朝鮮は、弾道ミサイル輸出を外貨獲得手段としており、ソ連が輸出していなかったイランやパキスタンなどにもスカッドとノドンを輸出しており、イランのシャハブやパキスタンのガウリなどはその技術をもとにつくられた。
1986年に行われたアメリカ軍のリビア爆撃の際には、ソ連からスカッドを導入していたリビアから報復としてイタリアのランペドゥーザ島に置かれていたアメリカ沿岸警備隊のLORAN施設にスカッドが発射されたが、目標を外れた。
イラン・イラク戦争では双方が大量のスカッドを使用した。イラクはソ連から購入したスカッドとその派生型アル・フセインを520基発射し、イランはリビアから購入したスカッドを177基発射した。双方の首都が目標となり、市民の犠牲者も発生した。
ソビエト連邦のアフガニスタン侵攻では2,000基が発射され、また、湾岸戦争ではアル・フセインがイラクからサウジアラビアに45発、イスラエルに40発が発射され、アメリカ軍はパトリオットミサイルを用いて迎撃した。チェチェン紛争でもロシア軍が使用している。2015年6月にはイエメンから、同国の内戦に介入したサウジアラビアに対し1発が発射され、撃墜されたと報道された。

## 技術的特徴
スカッドは、短距離弾道ミサイル（SRBM）に分類される1段式の常温保存液体燃料ロケットである。
発射に際して弾体を垂直に設置し、燃料を注入し、目標を入力設定する。この作業には1時間ほどを要するため、仮に敵軍に発見されると容易に破壊される脆弱性はある。ただし、スカッドは通常、自走式発射機などに搭載され移動するため、発射前に位置を特定する事は困難とされる。
また、燃料注入状態でも90日間は保管可能と考えられているため、運用次第で即応性を保つ事は相応に可能とされる。発射されると、予定された高度や速度に達するまでロケットモーターが作動する。通常は高度100kmまで上昇し、その後は弾道を描いてM4の速度で目標に突入する。スカッドDにおいては終末誘導も加わる。典型的な弾道ミサイルはロケットモーターの燃焼が終わると、弾頭を分離するが、スカッドは基本設計が比較的古いため、ロケットモーターと弾頭は一体のまま落下していく。ただし、スカッドDと北朝鮮が開発したスカッドERや、これを拡大改造したノドンは弾頭が分離する。
弾頭としては、ペイロードにあわせて高性能爆薬を用いた通常弾頭の他に核兵器、化学兵器、生物兵器などの大量破壊兵器を使用可能である。通常弾頭の中にもクラスター爆弾などのいくつかのバリエーションがあるとされる。各ミサイルの仕様は以下の通り。数値のいくつかは推定値であり、資料により表記にばらつきがある。
| スカッド         | スカッド           | スカッド                  | スカッド    | スカッド                     |
| ---------------- | ------------------ | ------------------------- | ----------- | ---------------------------- |
| NATOコードネーム | スカッドA          | スカッドB                 | スカッドC   | スカッドD                    |
| DoD番号          | SS-1b              | SS-1c                     | SS-1d       | SS-1e                        |
| ソ連名称         | R-11               | R-17                      | R-17M?      | R-17VTO                      |
| 配備年           | 1957年             | 1965年                    | 1970年代    | 1989年                       |
| 退役             | 2007年(ウクライナ) |                           |             |                              |
| 全長             | 10.5m              | 11.16m                    | 11.25m      | 12.29m                       |
| 直径             | 88cm               | 88cm                      | 88cm        | 88cm                         |
| 燃料             | ケロシン、硝酸     | UDMH、IRFNA               | UDMH、IRFNA | UDMH、IRFNA                  |
| 発射重量         | 5,400kg            | 5,862kg                   | 6,400kg     | 5,900kg                      |
| 投射重量         | 950kg              | 989kg                     | 735kg       | 1,017kg                      |
| 誘導方式         | 慣性               | 慣性                      | 慣性        | デジタル画像照合付き慣性誘導 |
| 弾頭             | 核（50kT）         | 核（50-70kT）、化学、通常 | 通常        | 核、化学、通常               |
| 射程             | 150km              | 300km                     | 550km       | 235km                        |
| 推定CEP          | 3,000m             | 450m                      | 700m        | 50m                          |